# Ard Oosterlee
Adrianus Cornelis (Ard) Oosterlee (Alkmaar, 14 november 1966) is een Nederlandse oud-voetballer.
Oosterlee, een aanvaller/middenvelder die betaald voetbal heeft gespeeld bij SVV, Cambuur, Haarlem en Excelsior In zijn jeugd heeft hij gespeeld bij SV ARC. Verder heeft hij in verschillende Nederlands jeugdelftallen gespeeld. Oosterlee heeft 123 wedstrijden in het betaald voetbal gespeeld waarin hij 41 maal scoorde. Enkele ernstige blessures maakten een einde aan zijn bestaan als betaald voetballer.